# Heteroxenotrichula subterranea
Heteroxenotrichula subterranea är en djurart som tillhör fylumet bukhårsdjur, och som först beskrevs av Adolf Remane 1934.  Heteroxenotrichula subterranea ingår i släktet Heteroxenotrichula och familjen Xenotrichulidae. Arten är reproducerande i Sverige. Inga underarter finns listade i Catalogue of Life.